# Jordi Figueras i Morell
Jordi Figueras i Morell (Manresa, 29 de maig de 1966) és un actor de teatre, cinema i televisió.

## Biografia
Es va iniciar com a actor amateur al col·legi Paidos, posteriorment va participar en els cursos de l'Aula de Teatre de l'Ajuntament de Manresa i el 1988 es va graduar en Art dramàtic a l'Institut del Teatre de Terrassa. A tercer curs alguns professors de l'Institut li van proposar participar com a professional en l'obra Els dos bessons venecians. Aleshores va conèixer Sergi Belbel, que el va seleccionar per participar en la seva primera obra L'Òpera a Barcelona i amb el qual tornaria a treballar més endavant. A partir de llavors va començar a actuar regularment en diversos teatres de Barcelona, interpretant obres d'autors com Bertolt Brecht, Henrik Ibsen, William Shakespeare o Àngel Guimerà. Són molts els directors amb els quals ha tingut l'oportunitat de treballar, entre els quals destaquen Sergi Belbel, Frederic Roda, Calixto Bieito, Oriol Broggi, Ferran Madico, entre molts d'altres.
Es va donar a conèixer popularment el 1994 quan va donar vida al personatge “Quim” de la sèrie de TV3 Poble Nou. Des de llavors ha participat en diverses sèries de televisió de TV3 com Estació d'Enllaç (1995), La Rosa (1996) i Laura (1998). En la sèrie d'humor Lo Cartanyà (2005-2007), va interpretar el personatge del barber Garretó. També va participar en la sèrie La Riera i en algunes pel·lícules per a la televisió com La Festa del Blat (1996) i 13 dies d'octubre (2015). Ha actuat també en pel·lícules de cinema: Solitud (1991), L'Assaig (2015) i més recentment a Estiu 1993 (2017) pel·lícula que ha obtingut diversos premis i ha estat seleccionada com a candidata espanyola a l'Òscar per a la millor pel·lícula de parla no anglesa.
Actualment viu a Manresa.

## Obres[3]

### Teatre
- 1988: Els dos bessons venecians de Carlo Goldoni, dirigida per Fausto Carrillo
- 1988: Òpera escrita i dirigida per Selgi Belbel
- 1990: Viure a Malibú d'Ignacio del Moral, dirigida per Frederic Roda
- 1991: L'home per l'home de Bertolt Brecht, dirigida per Pau Monterde
- 1991: El gran teatre natural d'Oklahoma de Franz Kafka, dirigida per Luis M. Climent
- 1992: El desengany de Francesc Fontanella, dirigida per Domènec Reixach i Felipe
- 1992-1993: La filla del mar d'Àngel Guimerà, dirigida per Sergi Belbel
- 1993: Un dia de Mercè Rodoreda, dirigida per Calixto Bieito
- 1993-1994: Després de la pluja, escrita i dirigida per Sergi Belbel
- 1994: Colometa, la gitana d'Emili Vilanova, dirigida per Sergi Belbel
- 1995: Les escorxadores de Sarah Daniels, dirigida per Ramon Simó i Vinyes
- 1995: La festa del blat d'Àngel Guimerà, dirigida per Joan Castells
- 1996: Allò que tal vegada s'esdevingué de Joan Oliver, dirigida per Frederic Roda
- 1998: Maleïts, escrita i dirigida per Josep Pere Peyró
- 1998-1999: L'Héroe de Santiago Rusiñol, dirigida per Ferran Madico
- 1998-1999: Ombra escrita i dirigida per Hanzel Cereza
- 1999: Molt soroll per a no res de William Shakespeare, dirigida per Ferran Madico
- 1999: La Strada de Federico Fellini, dirigida per Jordi Basora
- 2000: La comèdia dels errors de William Shakespeare, dirigida per Helena Pimenta
- 2000-2001: Un tramvia anomenat desig de Tennessee Williams, dirigida per Ferran Madico
- 2002: Follia d'amor de Sam Shepard, dirigida per Antonio Simón
- 2002: Joc d'Andreu Martín, dirigida per Jordi Girabal
- 2002: Meus amores de Teresa Sánchez, dirigida per Miquel Górriz
- 2003: Woyzeck de Georg Büchner, dirigida per Jordi Basora
- 2004: Per què te’n vas, escrita i dirigida per Oriol Broggi
- 2004: Juliol del 36. Barcelona de Claude Mercadié, dirigida per Boris Rotenstein
- 2005: El plan B d'Isabel Díaz, dirigida per Pep Pla
- 2006: La dona d'abans de Roland Schimmelpfennig, dirigida per Thomas Sauerteig
- 2006: La fi per fi de Peter Turrini, dirigida per Thomas Sauerteig
- 2007: L'Edèn d'Eugene O’Brien, dirigida per Jordi Vila
- 2007-2008: L'oncle Vània d'Anton Txékhov, dirigida per Oriol Broggi
- 2008: Hedda Gabler de Henrik Ibsen, dirigida per Pau Carrió
- 2008-2009: Doble contra senzill de Maria Barbal, dirigida per Miquel Górriz
- 2009: Al cel de Narcís Comadira, dirigida per Xavier Albertí[4]
- 2010: Dictadura-transició-democràcia de Xavier Albertí, Lluïsa Cunillé, etc.
- 2010: Deixeu-me un tenor de Ken Ludwig, dirigida per Teti Canal
- 2011: Gos, dona, home de Sibylle Berg, dirigida per Rafa Cruz
- 2011: En estat d'excepció de Falk Richter, dirigida per Ricard Gázquez
- 2011: Gang Bang, escrita i dirigida per Josep Maria Miró[5]
- 2012: La monja enterrada en vida, escrita i dirigida per Nao Albet i Marcel Borràs
- 2012-2013: Cyrano de Bergerac d'Edmond Rostand, dirigida per Oriol Broggi
- 2013-2014: George Kaplan de Frédéric Sonntag, dirigida per Toni Casares[6]
- 2013-2014: Adiós a la infancia, una aventi de Marsé de Juan Marsé, dirigida per Oriol Broggi
- 2015: Al nostre gust de Marc Artigau, dirigida per Oriol Broggi
- 2016: Maria Rosa d'Àngel Guimerà, dirigida per Carlota Subirós
- 2016: Caïm i Abel, escrita i dirigida per Jordi Artigau[7]
- 2017: Kalimat, dirigida per Helena Tornero
- 2017: Words & Music de Samuel Beckett, dirigida per Nao Albet

### Cinema
- 1991: Solitud de Romà Guardiet, "Arnau"
- 2006: La Tierra yerma curtmetratge d'Alfredo Vera, "Cándido"
- 2015: L'Assaig de Lluís Baulida, "Jota"
- 2017: Estiu 1993 de Carla Simón, "Blai"

### Televisió
- 1994: Poble Nou 120 episodis, "Quim"
- 1995: Estació d'Enllaç 1 episodi, "Jordi"
- 1996: La Rosa 1 episodi, "Quim"
- 1996: La festa del blat (TV movie)
- 2005-2007: Lo Cartanyà 39 episodis, "Garretó"
- 2015: 13 dies d'octubre (TV movie)
- 2015: La Riera 1 episodi, "Mosso"